# Paratropus cavifrons
Paratropus cavifrons är en skalbaggsart som beskrevs av Kanaar 1997. Paratropus cavifrons ingår i släktet Paratropus och familjen stumpbaggar. Inga underarter finns listade i Catalogue of Life.